# جاي إليوت يبرش
جاي إليوت يبرش (بالإنجليزية: J. Elliott Burch)‏ هو مدرب خيول أمريكي، ولد في 3 مارس 1924 في الولايات المتحدة، وتوفي في 30 يناير 2011.